# 羽状短柄草
羽状短柄草（学名：Brachypodium pinnatum）为禾本科短柄草属下的一个种。

## 扩展阅读
- 維基物種上的相關：羽状短柄草